# BTM-3

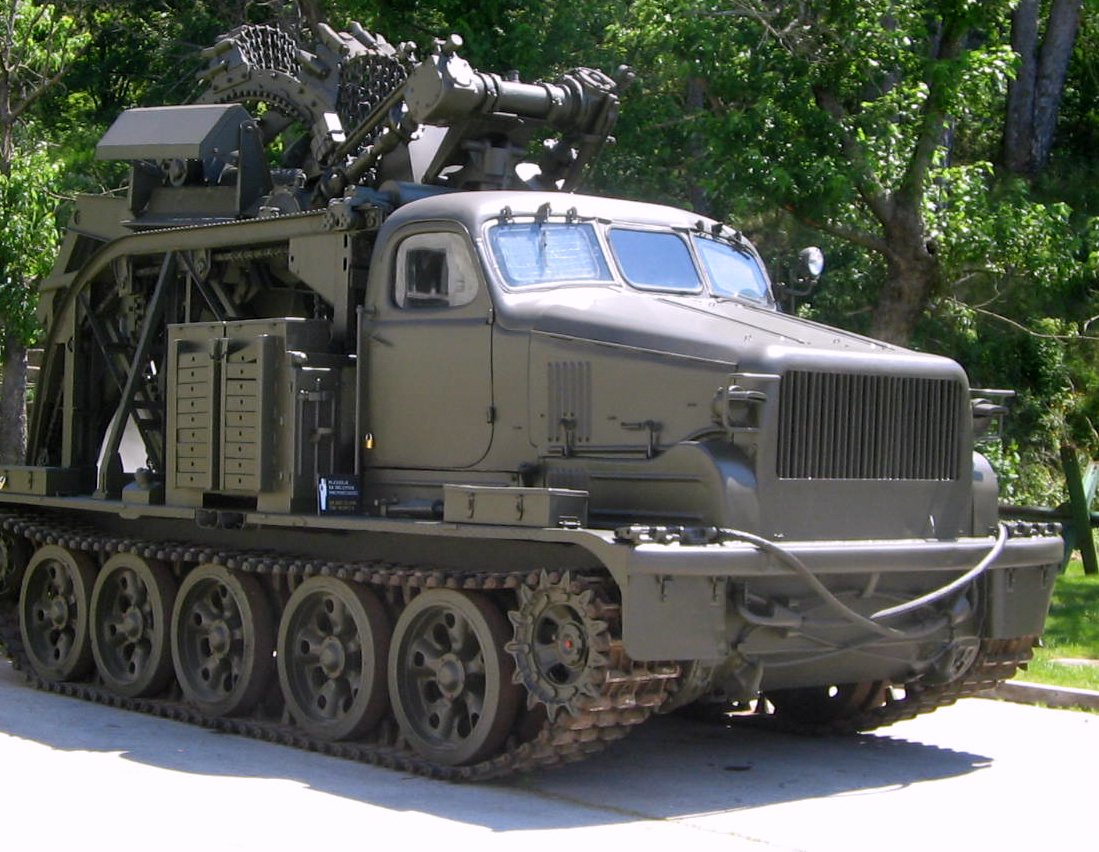
BTM-3

BTM-3（ロシア語: БТМ-3）は、1970年代にソビエト連邦軍向けに開発された、塹壕を掘るための工兵車両の一種である。21世紀においてはロシア連邦軍が引き継いでおり、2022年ロシアのウクライナ侵攻に実戦投入されている。「BTM」は「快速輸送車」（Быстроходная траншейная машина）の略。

## 概要
装軌式の重砲兵トラクターであるAT-Tの荷台部分に円盤状の掘削機を搭載した車両で、走行するだけで幅約1m、深さ約1 - 1.5mの塹壕や灌漑用水路を掘ることができる。通常の地面で1時間に800～1,000m、ツンドラの凍結した地面でも一時間に250mを掘ることが可能である。
後継車両にBTM-4M "トゥーンドラ"がある。